# Valerija Šabalina
Valerija Andreevna Šabalina (in russo Валерия Андреевна Шабалина?, traslitterato anche come Valeriia Shabalina; Čeljabinsk, 9 giugno 1995) è una nuotatrice russa specializzata nel nuoto paralimpico nelle categorie S14, SB14 e SM14.

## Biografia
Valerija Šabalina è nata a Čeljabinsk, in Russia, il 9 giugno 1995 e ha iniziato a nuotare a sette anni incoraggiata dai suoi genitori. Ha debuttato a livello internazionale come nuotatrice paralimpica nel 2014 ai Campionati europei di nuoto paralimpico di Eindhoven nei Paesi Bassi, vincendo la medaglia d'oro nei 100 metri dorso S14, nei 200 metri stile libero S14 e nei 200 metri misti SM14 e arrivando quinta nella prova dei 100 metri rana SB14, stabilendo inoltre con 2'24"18 il nuovo record mondiale per la categoria nei 200 metri misti e con 1'06"50 nuotato in qualifica il nuovo record mondiale dei 200 metri stile libero S14.
L'anno successivo, ai Campionati mondiali di nuoto paralimpico di Glasgow ha vinto due ori e due argenti, migliorando inoltre il proprio record mondiale nei 200 metri stile libero S14 e abbassando il record del mondo dei 200 metri misti.
Nel 2016 ai Campionati europei di Funchal in Portogallo ha confermato le tre medaglie d'oro vinte nell'edizione precedente degli europei, e ha conquistato anche un bronzo nei 100 metri rana SB14. Il tempo di 2'18"37 con cui ha nuotato in tale occasione di 200 metri misti SM14 è a settembre 2024 ancora il record mondiale di tale specialità.

Tali risultati le avrebbero garantito la qualificazioni ai Giochi paralimpici di Rio de Janeiro, ma non ha potuto prendervi parte a causa dell'esclusione dai giochi dell'intera squadra paralimpica russa in seguito allo scandalo del doping di Stato.
Nel 2018 ha partecipato ai Campionati europei di nuoto INAS, dedicati alle persone con disabilità intellettive e relazionali, a Villejuif in Francia, conquistando complessivamente 11 medaglie d'oro. Nel 2019 ha preso parte agli INAS Global Games a Brisbane, vincendo 11 ori, tre argenti e un bronzo.
A settembre 2019 ha partecipato ai Campionati mondiali di nuoto paralimpico di Londra, conquistando il podio in sei diverse specialità e migliorando il record del mondo nei 100 metri farfalla S14.
Nel 2021 a Tokyo come rappresentante del Comitato paralimpico russo ha partecipato alla sua prima edizione dei Giochi paralimpici, conquistando la medaglia d'oro nei 100 metri farfalla S14, nei 200 metri stile libero S14 e nei 200 metri misti SM14 e la medaglia d'argento nei 100 metri dorso S14 alle spalle della britannica Bethany Firth.
Ad aprile 2024 ha partecipato come atleta paralimpico neutrale ai Campionati europei di nuoto paralimpico di Funchal, dove ha portato a casa due medaglie d'oro e due medaglie d'argento e guadagnato la qualificazione ai Giochi paralimpici di Parigi.
A Parigi, sempre con la bandiera di atleta neutrale, ha conquistato la medaglia d'oro nei 200 metri stile libero S14 e nei 200 metri misti SM14, la medaglia d'argento nei 100 metri dorso S14 alle spalle della britannica Poppy Maskill e il bronzo nei 100 metri farfalla, alle spalle nuovamente di Poppy Maskill e dell'atleta di Hong Kong Chan Yui-lam.

## Palmares
| Anno | Manifestazione       | Sede      | Evento                             | Risultato | Prestazione | Note            |
| ---- | -------------------- | --------- | ---------------------------------- | --------- | ----------- | --------------- |
| 2014 | Europei paralimpici  | Eindhoven | 100 m dorso S14                    | Oro       | 1'06"72     |                 |
| 2014 | Europei paralimpici  | Eindhoven | 200 m stile libero S14             | Oro       | 2'06"76     |                 |
| 2014 | Europei paralimpici  | Eindhoven | 200 m misti SM14                   | Oro       | 2'24"18     | Record mondiale |
| 2015 | Mondiali paralimpici | Glasgow   | 100 m dorso S14                    | Argento   | 1'06"80     |                 |
| 2015 | Mondiali paralimpici | Glasgow   | 100 m rana SB14                    | Argento   | 1'19"24     |                 |
| 2015 | Mondiali paralimpici | Glasgow   | 200 m stile libero S14             | Oro       | 2'04"99     | Record mondiale |
| 2015 | Mondiali paralimpici | Glasgow   | 200 m misti SM14                   | Oro       | 2'21"33     | Record mondiale |
| 2016 | Europei paralimpici  | Funchal   | 100 m dorso S14                    | Oro       | 1'05"31     |                 |
| 2016 | Europei paralimpici  | Funchal   | 100 m rana SB14                    | Bronzo    | 1'18"48     |                 |
| 2016 | Europei paralimpici  | Funchal   | 200 m stile libero S14             | Oro       | 2'03"54     | Record mondiale |
| 2016 | Europei paralimpici  | Funchal   | 200 m misti SM14                   | Oro       | 2'18"37     | Record mondiale |
| 2019 | Mondiali paralimpici | Londra    | 100 m dorso S14                    | Argento   | 1'07"23     |                 |
| 2019 | Mondiali paralimpici | Londra    | 100 m rana SB14                    | Bronzo    | 1'17"52     |                 |
| 2019 | Mondiali paralimpici | Londra    | 100 m farfalla S14                 | Oro       | 1'06"80     | Record mondiale |
| 2019 | Mondiali paralimpici | Londra    | 200 m stile libero S14             | Oro       | 2'02"28     |                 |
| 2019 | Mondiali paralimpici | Londra    | 200 m misti SM14                   | Oro       | 2'18"78     |                 |
| 2019 | Mondiali paralimpici | Londra    | Staffetta 4x100 m stile libero S14 | Argento   | 3'45"32     |                 |
| 2021 | Giochi paralimpici   | Tokyo     | 100 m dorso S14                    | Argento   | 1'06"85     |                 |
| 2021 | Giochi paralimpici   | Tokyo     | 100 m farfalla S14                 | Oro       | 1'03"59     |                 |
| 2021 | Giochi paralimpici   | Tokyo     | 200 m stile libero S14             | Oro       | 2'03"71     |                 |
| 2021 | Giochi paralimpici   | Tokyo     | 200 misti SM14                     | Oro       | 2'20"99     |                 |
| 2024 | Europei paralimpici  | Funchal   | 100 m dorso S14                    | Oro       | 1'08"44     |                 |
| 2024 | Europei paralimpici  | Funchal   | 100 m farfalla S14                 | Argento   | 1'06"47     |                 |
| 2024 | Europei paralimpici  | Funchal   | 200 m stile libero S14             | Oro       | 2'08"91     |                 |
| 2024 | Europei paralimpici  | Funchal   | 200 m misti SM14                   | Argento   | 2'26"54     |                 |
| 2024 | Giochi paralimpici   | Parigi    | 100 m dorso S14                    | Argento   | 1'06"78     |                 |
| 2024 | Giochi paralimpici   | Parigi    | 100 m farfalla S14                 | Bronzo    | 1'04"40     |                 |
| 2024 | Giochi paralimpici   | Parigi    | 200 m stile libero S14             | Oro       | 2'05"10     |                 |
| 2024 | Giochi paralimpici   | Parigi    | 50 m misti SM14                    | Oro       | 2'22"40     |                 |